# Hermandad de Melanesia

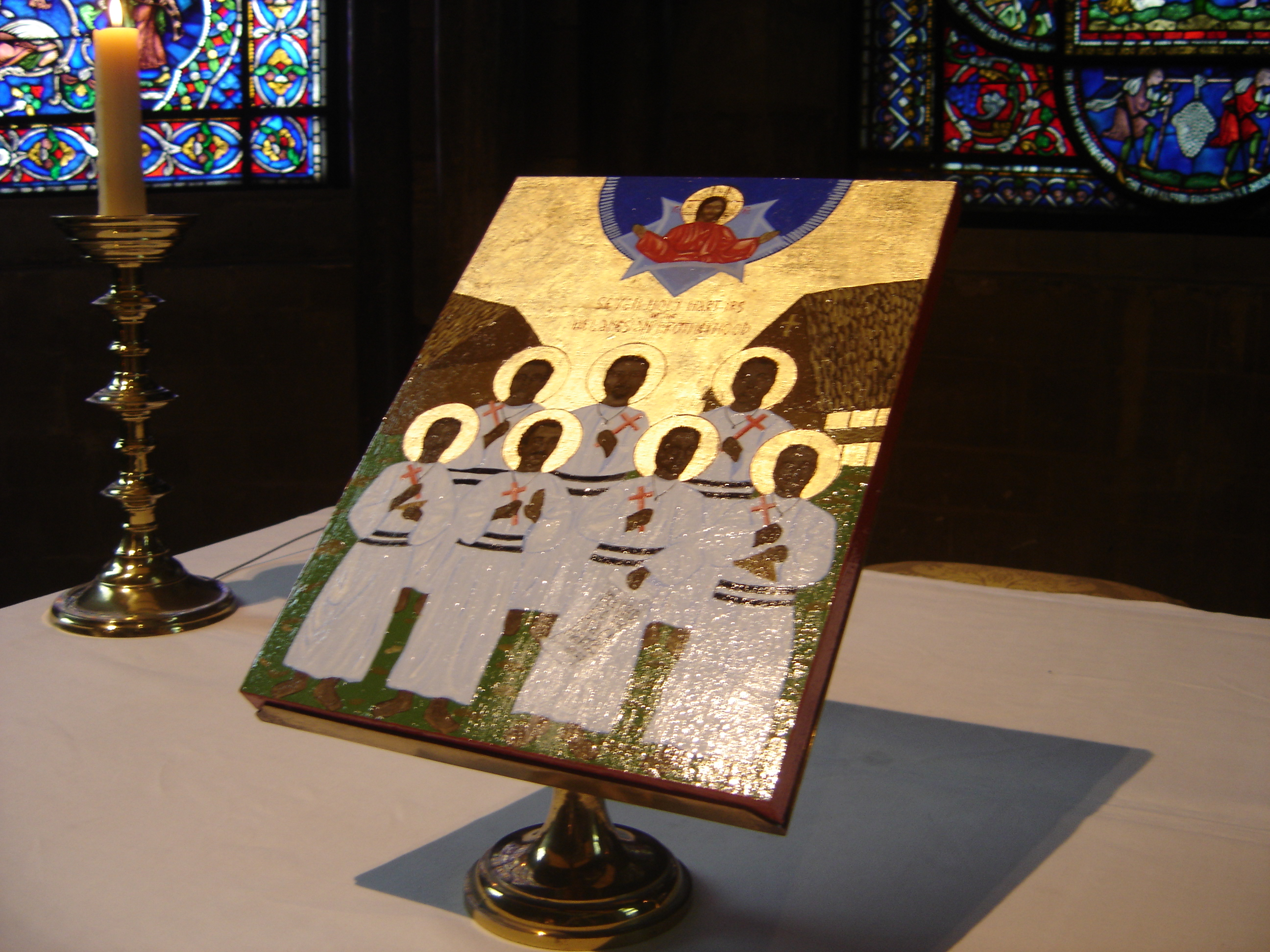
Icono de los Mártires de Melanesia en la Catedral de Canterbury.

La Hermandad de Melanesia es una comunidad religiosa anglicana de religiosos de votos simples con sede principalmente en las Islas Salomón, Vanuatu,Papúa Nueva Guinea y Fiyi.

## Historia
La Hermandad se formó en 1925 por Ini Kopuria, un policía de Maravovo,  Guadalcanal, Islas Salomón. Él y el obispo de Melanesia John Manwaring Steward, realizaron el sueño de Ini formando un grupo de hermanos —conocidos en la lengua mota como 'Ira Reta Tasiu'— para llevar el Evangelio de Jesucristo a las áreas no cristianas de Melanesia.
Los Hermanos (o'Tasiu', como se les conoce en las islas) fueron responsables de la evangelización de grandes áreas de Guadalcanal, Malaita, Temotu y otras áreas de las Islas Salomón, de Big Bay y otros lugares de Vanuatu, y de la zona de Popondetta de Papúa Nueva Guinea.

## Estructura
Después de tres años de formación, un novicio es admitido como hermano por el arzobispo de Melanesia en su calidad de Padre de la Hermandad, o su suplente, o el Padre Regional, que es un obispo diocesano en su función de Padre Regional de la Hermandad. Esta admisión suele tener lugar el domingo más cercano a la fiesta de San Simón y San Judas (28 de octubre) en una de las tres sedes regionales.
El Hermano Mayor es el líder de toda la Hermandad y tiene su sede en la Casa Madre de Tabalia, que es el lugar dado por Ini Kopuria en el noroeste de la Isla de Guadalcanal. Tres Hermanos mayores regionales ayudan al Hermano mayor, y trabajan supervisando el ministerio de los Hermanos en las tres regiones de las Islas Salomón, Papúa Nueva Guinea, con sede en Popondetta, y en Tumsisiro, al este de Ambae, Vanuatu.
Cada uno de los tres centros regionales supervisa la vida y la misión de los hermanos de las Secciones —que están coordinadas con las diócesis de la Iglesia de Melanesia—. Las Secciones están dirigidas por un Hermano Mayor de la Sección. Bajo las Secciones están los Hogares, que son dirigidos por un Hermano Mayor, y bajo los Hogares hay comunidades relativamente pequeñas de 3 a 6 hermanos en los Hogares Trabajadores, que son dirigidos por un Hermano Encargado. Debajo de los Hogares Trabajadores se encuentran los Hogares Móviles sin hermanos a tiempo completo. Los Hogares Móviles tienen dos o más hermanos, y pueden convertirse en Hogares Trabajadores.
Cada Hogar Móvil, Hogar Trabajador, Sección, Región y toda la Hermandad tiene su propio capellán, responsable de la celebración diaria de la misa y de la vida espiritual de los hermanos a su cargo. Puede o no ser miembro de la Hermandad.

## Ciclo diario y votos
Los Hermanos siguen un ciclo de seis partes diarias de oficio y Eucaristía que consisten en Primer Oficio (Prime), Oración Matutina, Misa, Oficio Matutino (Terce), Oficio del Mediodía (Sext), Oficio de la Tarde (Ninguno), Oficio Vespertino y Último Oficio (Compline). El texto para la oración de la mañana, la eucaristía y la oración de la tarde son del Libro de Oración en inglés de Melanesia, o sus alternativos autorizados, las horas menores son simples oficios en la tradición del «oficio de la catedral» en vez de monásticos, y la devoción del Ángelus (o Regina Coeli) se reza diariamente.
Siguen los consejos evangélicos bajo los votos de pobreza, celibato y obediencia. Pasan tres años de novicios y luego emiten los votos por períodos de cinco años, que son renovables. La constitución de la hermandad permite a algunos hermanos hacer votos perpetuos, pero la mayoría de los hermanos sirven de siete a veinte años y son liberados. El hermano liberado regresa al mundo, generalmente encuentra una esposa y reanuda su vida como laico cristiano en su aldea.
Varios hermanos, sin embargo, y muchos más ex hermanos son ordenados al diaconado o al sacerdocio. Aunque se le llama la Hermandad Melanesia, hay muchos hermanos que son de las islas polinesias, y varios filipinos y europeos se han unido a la comunidad.

## Construcción de la paz
Durante la «tensión étnica» de 1999-2000 en las Islas Salomón, la Hermandad participó en esfuerzos de pacificación que condujeron a un alto el fuego y al Acuerdo de Paz de Townsville de octubre de 2000. Luego recogieron armas de los combatientes y las desecharon en el mar.
Un líder rebelde, Harold Keke, no cumplió con el acuerdo y siguió causando problemas. El hermano Nathaniel Sado, que conocía a Keke, fue a razonar con él, pero no regresó. El 23 de abril de 2003, seis hermanos fueron a investigar los informes de que Keke había asesinado al hermano Nathaniel, y tampoco regresaron. Escasos informes indicaban que Keke los tenía como rehenes, pero el 8 de agosto de 2003, el Comisionado de Policía pudo informar a la Hermandad de que los seis habían muerto. Keke y sus hombres se rindieron varios días después, y los cuerpos de los siete hermanos fueron exhumados y llevados de vuelta a Honiara para su autopsia. El hermano Nathaniel había sido torturado durante varios días antes de morir, tres de los otros habían sido fusilados al llegar y los otros tres habían sido torturados y fusilados al día siguiente. Los cuerpos fueron enterrados en Tabalia el 24 de octubre de 2003.
El 20 de febrero de 2004, el Primer Ministro de Fiyi, Laisenia Qarase, entregó a la Hermandad el primer premio en la categoría regional de los IV Premios de Derechos Humanos del Pacífico «por su sacrificio por encima del deber de proteger a los vulnerables y construir la paz y la seguridad en las Islas Salomón durante el conflicto civil y la reconstrucción posterior al conflicto».
El 3 de agosto de 2008, los siete mártires de la Hermandad Anglicana Melanesia fueron honrados durante la Misa de clausura de la Conferencia de Lambeth, en la Catedral de Canterbury. Sus nombres fueron añadidos al libro de los mártires contemporáneos y colocados, junto con un icono, en el altar de la Capilla de los Santos de Nuestro Tiempo. Al terminar la Eucaristía, los obispos y otras personas se acercaron a rezar delante del pequeño altar de la capilla. Ahora su icono está en la Catedral como recordatorio de su testimonio de paz y del carácter multiétnico del Anglicanismo Global.

## Otras actividades
Annelin Eriksen y Knut Rio sugieren que la Hermandad Melanesia está «dedicada a resolver problemas espirituales, demoníacos y relacionados con la brujería». Observan que los hermanos «llevan túnicas negras como uniformes» y «tienen un bastón poderoso que es muy respetado y ampliamente conocido por hacer milagros»